# Камыш укореняющийся
Камыш укореняющийся (лат. Scirpus radicans) — вид травянистых растений рода Камыш (Scirpus) семейства Осоковые (Cyperaceae).

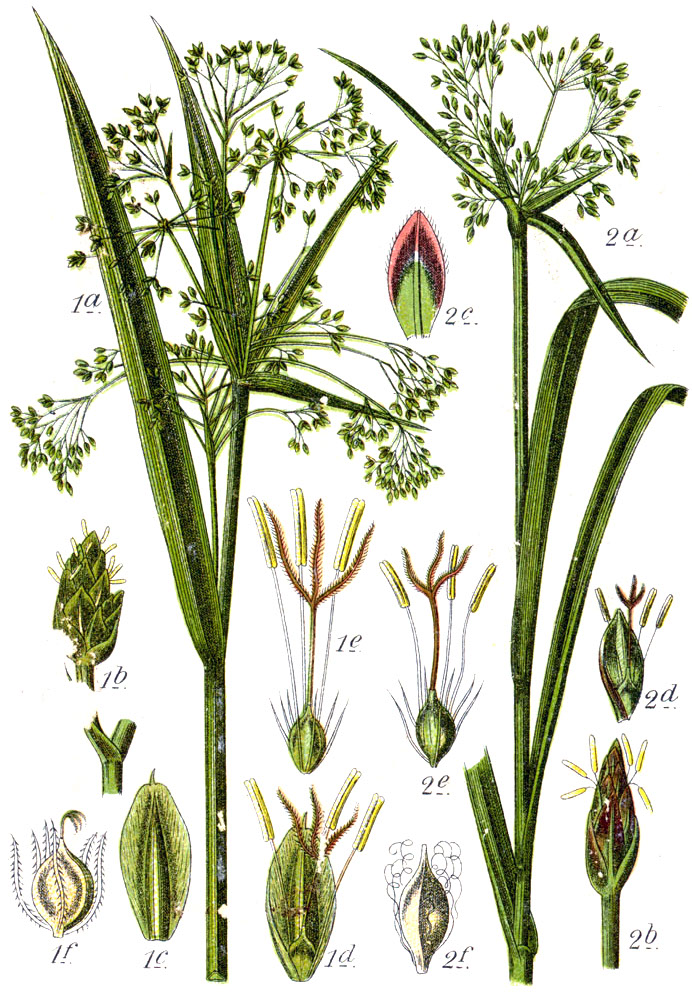
(1) и (2).

## Ботаническое описание

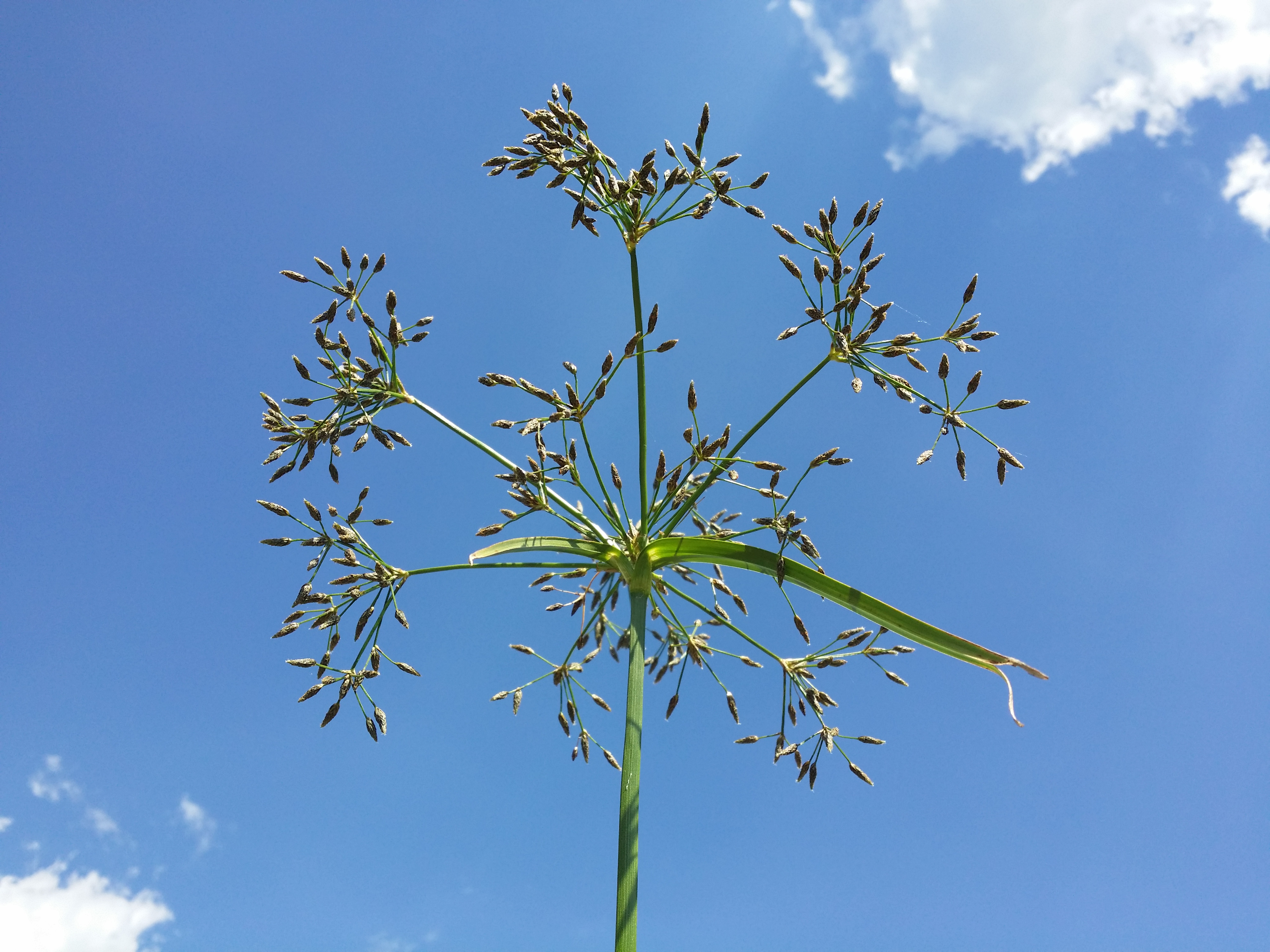
Соцветие

Многолетнее травянистое растение. Из укороченного корневища кроме цветоносных стеблей выходят ещё нецветущие длинные (до 1,5—2 м) молодые стебли, загибающиеся дугой до почвы, и укореняющиеся в ней своей верхушкой. Цветоносные стебли прямостоячие, 3-гранные, облиственные, 40—120 см высотой и 2,5—4 мм толщиной. Листья расположены очерёдно по всему стеблю, широколинейные, плоские, постепенно заострённые, при основании с длинными, одевающими стебель влагалищами, на нижней стороне с небольшим острым килем, по краям и килю шероховатые от мелких шипиков, 15—50 см длиной и 1—2 см шириной. Листья, находящиеся при основании соцветия, обычно в числе 3—4, сходны с остальными, но мельче; из них нижний, более крупный, превышает соцветие в 1½—2 раза, реже равен ему.
Соцветие вначале довольно сжатое, затем раскидисто-метельчатое, 10—20 см длиной; первичные ветви его тупо-трёхгранные, гладкие, конечные — остро-ребристые, гладкие, без шипиков. Цветочные колоски сидят поодиночке на конечных веточках соцветия, эллиптически-ланцетовидные, заострённые, 5—8 мм длиной, впоследствии при основании осыпающиеся, отчего становятся тогда короче. Околоцветные чешуйки овальные, тупые, выпуклые, около 2 мм длиной и около 1 мм шириной, черновато-зелёные, с зелёной срединной полоской, по краям плёнчатые, на верхушке очень коротко-реснитчатые. Околоцветные щетинки обычно в числе 6, голые, без шипиков, в 3—4 раза длиннее завязи и в 2—3 раза — орешка, 3—4 мм длиной, сильно и многократно изогнутые и между собой спутанные. Рылец 3. Орешки обратно-яйцевидные, 3-гранные, желтоватые, около 1 мм длиной.

## Распространение и экология
Евразия. Растёт по сырым берегам речек, стариц и озёр, на сырых, влажных и заболоченных лугах.

## Синонимы
- Cyperus radicans (Schkuhr) Missbach & E.H.L.Krause (1900)
- Nemocharis radicans (Schkuhr) Burl. (1853)
- Scirpus hokkaidoensis Beetle (1946)
- Scirpus radicans var. maior Otruba ex Podp. (1922)
- Scirpus sylvaticus Vahl (1805), sensu auct.
- Scirpus sylvaticus f. radicans (Schkuhr) Regel (1861)
- Scirpus sylvaticus var. radicans (Schkuhr) Willd. (1797)
- Scirpus sylvaticus subsp. radicans (Schkuhr) Bonnier & Layens (1894)
- Taphrogiton radicans (Schkuhr) Montandon (1868)